# Alfabet vietnamita
L'alfabet vietnamita (en vietnamita: chữ quốc ngữ o quốc ngữ literalment escriptura de la llengua nacional) és el sistema d'escriptura contemporani propi de l'idioma vietnamita. Està basat en l'alfabet llatí, i fou inventat per un missioner francès: Alexandre de Rhodes. Després de la colonització francesa, i gràcies a l'obra de difusió empresa per erudits com Petrus Ky, monopolitzà l'ús a tots els documents oficials, de manera que acabà essent el sistema més emprat per a l'escriptura de la llengua vietnamita.
L'alfabet vietnamita té signes diacrítics per distingir entre sons i tons.

## Lletres
L'alfabet vietnamita té vint-i-nou lletres:
| A | Ă | Â | B | C | D | Đ | E | Ê | G | H | I | K | L | M | N | O | Ô | Ơ | P | Q | R | S | T | U | Ư | V | X | Y |
| a | ă | â | b | c | d | đ | e | ê | g | h | i | k | l | m | n | o | ô | ơ | p | q | r | s | t | u | ư | v | x | y |
A més a més, s'empren deu dígrafs i un trígraf:
CH, GH, GI, KH, NG, NGH, NH, PH, QU, TH, TR
Les lletres F, J, W i Z no s'empren en l'idioma vietnamita, però es fan servir per a paraules estrangeres. W és de vegades emprat en lloc de U per abreujar.

### Vocals
La correspondència entre l'ortografia i la pronunciació és quelcom de difícil. En alguns casos, la mateixa lletra pot representar altres sons, i altres lletres poden representar el mateix so.
| Ortografia | Pronunciació   | Ortografia | Pronunciació                                               |
| ---------- | -------------- | ---------- | ---------------------------------------------------------- |
| a          | /ɐː/, /ɐ/, /ɜ/ | o          | /ɔ/, /aw/ abans de "ng" i "c"; /w/ abans de "a", "ă" i "e" |
| ă          | /ɐ/            | ô          | /o/, /əw/ abans de "ng" i "c" excepte "uông" i "uôc"       |
| â          | /ɜ/            | ơ          | /əː/, /ɜ/                                                  |
| e          | /ɛ/            | u          | /u/, /w/                                                   |
| ê          | /e/, /ɜ/       | ư          | /ɨ/                                                        |
| i          | /i/, /j/       | y          | /i/, /j/                                                   |